# (3121) Tamines
(3121) Tamines est un astéroïde de la ceinture principale.

## Description
(3121) Tamines est un astéroïde de la ceinture principale. Il fut découvert le 2 mars 1981 à La Silla par Henri Debehogne et Giovanni de Sanctis. Il présente une orbite caractérisée par un demi-grand axe de 2,23 UA, une excentricité de 0,09 et une inclinaison de 6,4° par rapport à l'écliptique.

## Compléments